# 後藤真弥
後藤 真弥（ごとう まさみ、1984年2月12日 - ）は、日本のフリーアナウンサー。トークナビ所属。

## 来歴
岐阜県岐阜市出身。学生時代に愛知県一宮市の「おりもの感謝祭一宮七夕まつり」のミス七夕・ミス織物コンテストに参加し、2003年度ミス織物に選ばれている。
大学を卒業後、2006年4月から富山テレビ放送 (BBT) の契約アナウンサーを務めていた。同年、FNSアナウンス大賞の新人部門で奨励賞を受賞した。また同年12月公開の映画『大奥』に、同じフジテレビ系列局の女性アナウンサーたちとともに女中役で出演した。富山テレビ在籍末期の2010年にも、後藤は映画『さくら、さくら 〜サムライ化学者・高峰譲吉の生涯〜』に出演している。
富山テレビとの契約の終了後、2010年4月から2012年3月まで岐阜放送 (GBS) のアナウンサーを務めていた。
岐阜放送を退社後、放送業界からブライダル業界へ転職。MCプランナーとなり、名古屋市内の結婚式場で司会・営業・プランニングを担当していた。

## 担当番組
すべて2019年5月時点のトークナビ公式プロフィールからの参考。

### 富山テレビ
- Youドキッ!たいむ - リポーター、中継リポーター
- 知ってナットク!元気とやま情報チャンネル - リポーター
- BBTスペシャル - リポーター、ナレーター
- BBTニュース - キャスター

### 岐阜放送
- ぎふチャン情報FRESH!（テレビ） - 木曜・金曜MC
- NEWS 5 PLUS（テレビ） - 情報・お天気キャスター
- NEWSぎふチャン（テレビ） - キャスター
- 吉村功のスポーツ・オブ・ドリーム（ラジオ） - アシスタント